# Protoxinjiangchelys
Protoxinjiangchelys is een geslacht van uitgestorven xinjiangchelyide schildpadden, bekend van het Vroeg- tot Laat-Jura van China (Xintiangouformatie, Bathonien-Callovien, en mogelijk ook de Shaximiaoformatie). 
De enige benoemde soort Protoxinjiangchelys salis werd in 2012 werd benoemd en beschreven door Tong, Danilov, Ye, Ouyang en Peng. De geslachtsnaam betekent 'de eerste Xinjiangchelys', een verwijzing naar de basalere positie ten opzichte van dat geslacht. De soortaanduiding is de genitief van het Latijn sal, 'zout', een verwijzing naar de zoutmijn van Zigong waar het fossiel gevonden werd in de dinosauriërgroeve van Dashanpu. In 1994 was het fossiel door Yeh nog toegewezen aan een Chengyuchelys cf. zigongensis.
De bekende resten omvatten alleen het holotype ZDM 3009, dat bestaat uit een compleet pantser met een in verband liggend schild en een compleet plastron en mogelijk een ander, ouder exemplaar.